# Collegio di Weald of Kent
Weald of Kent è un collegio elettorale situato nel Kent, nel Sud Est dell'Inghilterra, e rappresentato alla Camera dei Comuni del Parlamento del Regno Unito. Elegge un membro del Parlamento con il sistema first-past-the-post, ossia maggioritario a turno unico; l'attuale parlamentare è Katie Lam del Partito Conservatore, che rappresenta il collegio dal 2024.

## Estensione
Il collegio è costituito dai seguenti ward:
- nel borgo di Ashford: Biddenden, Charing, Downs North [Chilham], Downs West [Challock], Isle of Oxney, Kingsnorth Village & Bridgefield, Rolvenden and Tenterden West, Tenterden North, Tenterden South, Tenterden St Michael's, Weald Central [Bethersden], Weald North [Smarden] e Weald South [Woodchurch];
- nel borgo di Maidstone: Boughton Monchelsea and Chart Sutton, Coxheath and Hunton, Headcorn, Loose, Marden and Yalding, Staplehurst, Sutton Valence e Langley;
- nel borgo di Tunbridge Wells: Benenden and Cranbrook e Frittenden and Sissinghurst.[1]

Si tratta di un collegio prevalentemente rurale nel centro del Kent, e comprende Tenterden, Coxheath, Staplehurst, Headcorn e Cranbrook.

## Membri del parlamento
| Elezione | Elezione | Deputato  | Partito      |
| -------- | -------- | --------- | ------------ |
|          | 2024     | Katie Lam | Conservatore |

## Risultati elettorali

### Elezioni negli anni 2020
| Partito                    | Partito                                         | Candidato                  | Risultati 4 luglio 2024 | Risultati 4 luglio 2024 |
| Partito                    | Partito                                         | Candidato                  | Voti                    | %                       |
| -------------------------- | ----------------------------------------------- | -------------------------- | ----------------------- | ----------------------- |
|                            | Conservatore                                    | Katie Lam                  | 20 202                  | 39,84                   |
|                            | Laburista                                       | Lenny Rolles               | 11 780                  | 23,23                   |
|                            | Reform UK                                       | Daniel Kersten             | 10 208                  | 20,13                   |
|                            | Verde                                           | Kate Walder                | 4 547                   | 8,97                    |
|                            | Lib Dem                                         | John Howson                | 3 975                   | 7,84                    |
|                            |                                                 |                            |                         |                         |
| Iscritti                   | Iscritti                                        | Iscritti                   | 75 988                  | 100,00                  |
| ↳ Votanti (% su iscritti)  | ↳ Votanti (% su iscritti)                       | ↳ Votanti (% su iscritti)  | 50 712                  | 66,74                   |
| ↳ Astenuti (% su iscritti) | ↳ Astenuti (% su iscritti)                      | ↳ Astenuti (% su iscritti) | 25 276                  | 33,26                   |
|                            |                                                 |                            |                         |                         |
|                            | Esito: collegio a Conservatore (nuovo collegio) |                            |                         |                         |